# Château de la Mothe (Saint-Privat-des-Prés)
Le château de la Mothe, ou de Lamotte, est situé la commune de Saint Privat en Périgord, à la frontière du Périgord et de l'Angoumois, dans le département de la Dordogne, en région Nouvelle-Aquitaine.

## Localisation
Le château de la Mothe est situé dans l'ouest de la commune de Saint Privat en Périgord, sur le territoire de l'ancienne commune de Saint-Privat-des-Prés, à moins d'un kilomètre et demi au nord-ouest du bourg de Saint-Privat-des-Prés, et à deux kilomètres du département de la Charente (commune de Bonnes).

## Historique
Maison forte située le long d'un cours d'eau à l'origine, il sert de repaire pendant les guerres médiévales. Les mentions les plus anciennes du château de la Motte remontent au premier quart du XVe siècle. C'était un fief dépendant de la seigneurie de Ribérac.
Il apparaît dans les mémoires du gouverneur d'Aquitaine, Montluc, qui y fait une halte avec des troupes pendant une offensive catholique dans la région d'Aubeterre, pendant les guerres de Religion.
La base défensive médiévale du château a été profondément remaniée au XVIIe siècle, période de construction de l'actuel bâtiment.
Il a été la propriété successive des familles Arlot, Belhade, La Cropte et Signac.

## Description
Le château de la Mothe est entouré de douves enjambées par un pont. Le logis est édifié sur une plate-forme rectangulaire et composé d'un bâtiment central à trois niveaux flanqué de deux pavillons latéraux coiffés par des toits en pavillon couverts de tuiles plates. Les bâtiments agricoles situés de part et d'autre de la cour sont très remaniés.
Le parc est en cours de réhabilitation en 2010. Il est mentionné la présence dans le parc d'une grotte naturelle aménagée.
Le château et ses dépendances sont aménagés en gîtes